# Prince of Wales Mountains
Die Prince of Wales Mountains bilden ein Gebirge auf Ellesmere Island im Norden des Kanadisch-arktischen Archipels. Der Gebirgszug, der sich ungefähr in der Mitte der Insel befindet, ist Teil der Arktischen Kordillere. Er wurde 1852 nach dem damaligen Kronprinzen Albert Edward, später Eduard VII., benannt. Das Prince of Wales Icefield bedeckt das Gebirge. Die Eiskappe hat eine Ausdehnung von ungefähr 20.000 km².